# Swiftfox
Swiftfox es un navegador web para GNU/Linux, basado en Firefox y optimizado para ciertos procesadores. Se trata de un clon casi exacto de Firefox, e incluso utiliza las mismas configuraciones personales nativas de Firefox; es decir, utiliza los favoritos, extensiones, etc. que tiene Firefox, en el caso de que este último estuviera instalado en la máquina. Swiftfox se instala solo en inglés, pero este idioma puede cambiarse instalando una extensión.
Es un programa con licencia de código abierto, ya que se basa en Firefox, sin embargo sus modificaciones no se distribuyen integradas en el código fuente del navegador sino por medio de parches. Existen versiones tanto para procesadores de 32 bits, como para los de 64bits.
Un usuario común y corriente no notaría una diferencia considerable entre Firefox y Swiftfox, salvo porque tiene otro nombre y logo. Swiftfox no puede ejecutarse mientras Firefox esté en uso, y viceversa.
Existen diferentes versiones paralelas, que pueden ser usadas con los siguientes procesadores:
- Athlon 64 y (32bit OS)
- Athlon-XP
- Sempron
- Duron
- Pentium M, 3, 3M y 4
- Prescott
- Core Mono/Duo
- Celeron (Willamette, Northwood, Celeron D)
- Celeron M
- Celeron (Coppermine, Tualatin)

No todos los procesadores anteriormente mencionados poseen una versión propia, sin embargo, existen ciertas versiones optimizadas para algunos procesadores, y no solo uno en especial. Estas versiones son distribuidas desde repositorios no oficiales, y también desde diversos paquetes, como por ejemplo, instaladores .sh, o incluso hasta los famosos paquetes debian (.deb).